# Transplantation hépatique
 (mars 2013).
Si vous disposez d'ouvrages ou d'articles de référence ou si vous connaissez des sites web de qualité traitant du thème abordé ici, merci de compléter l'article en donnant les références utiles à sa vérifiabilité et en les liant à la section « Notes et références ».
La transplantation hépatique, ou greffe du foie, est une intervention chirurgicale consistant à remplacer un foie malade par un foie sain, prélevé sur un donneur. La transplantation est utilisée comme traitement pour les cirrhoses en phase terminale, les hépatites fulminantes et d'autres syndromes métaboliques ou auto-immuns particuliers touchant le foie.
Le foie étant le seul organe du corps humain possédant la capacité de se régénérer, il est possible de réaliser une transplantation hépatique à partir d'un greffon prélevé chez un donneur vivant. Plus fréquemment cependant, le greffon provient d'un donneur déclaré en état de mort encéphalique. Ainsi, la principale technique chirurgicale est la transplantation orthotopique, où le foie malade est remplacé par celui du donneur dans la position anatomique originale. D'autres techniques incluent la transplantation d'un seul lobe (gauche pour les enfants et droit pour les adultes), ou la greffe auxiliaire. Pour éviter le rejet, il est nécessaire d'avoir une compatibilité sanguine optimale et le traitement immunosuppresseur est indispensable.
Comme pour les autres greffes d'organes, la greffe hépatique fait l'objet de nombreuses régulations, et est conduite dans des centres de transplantation où travaillent des équipes médicales et chirurgicales spécialisées.

## Historique

### Années 1960
- 1er mars 1963 : première transplantation hépatique réalisée par le Pr Thomas Starzl chez un patient de 3 ans atteint d'une atrésie des voies biliaires ayant conduit à une insuffisance hépatique. L'enfant décède d'une hémorragie lors de l'opération qui a lieu à Denver, Colorado.
- 1963 : quatre autres interventions infructueuses sont effectuées chez des adultes
- 1968 : le docteur Jean Paul Clot, avec son maître le professeur Henri Garnier, réalise en France la première greffe du foie suivie d'une survie relativement prolongée pour l'époque
- 1969 : à Louvain en Belgique, est réalisée par le Pr Kestens et le Pr Otte la première transplantation hépatique en Europe, chez un patient atteint d'une hépatite B qui décédera d'une pneumopathie un mois plus tard.

### Années 1970
- 17 mars 1971 : transplantation réussie chez un enfant de 17 mois à Louvain.

### Années 1980
L'arrivée de la Ciclosporine A, puissant traitement immunosuppresseur, va permettre l'essor de la transplantation hépatique. De nombreux médecins viennent se perfectionner à Pittsburgh, devenu le centre pionnier.
- Février 1984 : succès d'une greffe hépatique chez un patient atteint d'une cirrhose due à une hépatite B réalisée par les professeurs Kestens, Otte et de Hemptinne (Université catholique de Louvain).
- Août 1984 : première transplantation hépatique, en France, sur un enfant de 11 ans avec un foie réduit à Louvain.
- Août 1986 : transplantation hépatique à la suite d'une atrésie des voies biliaires sur un enfant de 18 mois en Belgique par le Pr Otte.
- Janvier 1988 : transplantations hépatiques chez l'adulte avec greffon issu d'un donneur vivant.

### Années 1990
- 22 juillet 1992 : Première européenne : transplantation hépatique avec donneur vivant (son père âgé de 27 ans) réalisée sur un nourrisson, une petite fille de 10 mois (Clémentine atteinte d'une atrésie des voies biliaires) à l'Hôpital Edouard Herriot (Lyon, France)
- Juillet 1993 : Transplantations hépatiques chez l'enfant avec greffon issu d'un donneur vivant
- 1993 : Première xénotransplantation orthotopique d'un foie de babouin chez un homme atteint d'une hépatite B active et du VIH en phase terminale, par l'équipe du Professeur Thomas Starzl (Pittsburgh, Pennsylvanie) . Décès à 70 jours d'une hémorragie cérébrale consécutive à une aspergillose, combinée à une stase biliaire pan-hépatique.

## Indications
La transplantation hépatique est un mode de traitement potentiel pour toute condition aiguë ou chronique dont la cause est irréversible et pour les cirrhoses en phase terminale,. La régulation des indications est spécifique à chaque pays et peut varier légèrement de l'un à l'autre (par exemple, certains pays offrent nouvellement la transplantation pour les cancers colo-rectaux alors que cela n'est pas proposé dans d'autres). De plus, en raison du manque de greffons disponibles, les indications ci-dessous ne sont pas considérées comme absolues ; les résultats pour chaque étiologie sont extrêmement variables et la décision de transplanter ou non fait l'objet d'une discussion au cas par cas.
- Insuffisance hépatique aiguës :
  - Hépatite A, B ou E aigües
  - Intoxication (paracétamol, amanite phalloïde, drug-induced liver injury, syndrome de Reye, etc.)
  - Syndrome de Budd-Chiari
  - Maladie de Wilson
  - Stéatose hépatique aigüe de la grossesse
- Maladies chroniques du foie :
  - Cirrhose alcoolique
  - Stéatose hépatique non alcoolique
  - Infection chronique au virus de l'hépatite B (depuis l'apparition du traitement curatif de l'hépatite C, l'infection au VHC n'est plus une indication pour la greffe)
  - Hépatite auto-immune
  - Maladies hépatiques cryptogéniques ou idiopathiques (sans cause connue)
- Maladies cholestatiques :
  - Cholangite biliaire primitive
  - Cholangite sclérosante primitive
  - Angiocholite secondaire
  - Atrésie biliaire
  - Syndrome d'Alagille
  - Cholestase intrahépatique familiale progressive à activité gamma-glutamyl-transférase basse
- Maladies malignes du foie :
  - Carcinome hépatocellulaire
  - Tumeur carcinoïde
  - Tumeur neuroendocrinienne
  - Hémangio-endothéliome épithélioïde
  - Cholangiocarcinome
- Maladies hépatiques métaboliques et génétiques :
  - Maladie de Wilson
  - Hémochromatose héréditaire
  - Déficit en alpha 1-antitrypsine
  - Maladie génétique du métabolisme des glucides
  - Syndrome de Crigler-Najjar
  - Mucoviscidose
  - Galactosémie
  - Hyperoxalurie type 1
  - Hypercholestérolémie familiale homozygote
  - Hémophilie A et B
- Autres indications :
  - Maladie polykystique du foie
  - Hyperplasie nodulaire régénérative
  - Maladie de Caroli
  - Amylose
  - Sarcoïdose
  - Traumatisme hépatique

## Contre-indications
- Cirrhose alcoolique non sevrée
- Tumeurs hépatiques en dehors des critères favorables à la transplantation
- Défaillance cardiaque ou respiratoire
- Déficit immunitaire congénital ou acquis (VIH)
- Atrophie cérébrale

## Technique
La plus courante est la transplantation orthotopique d'un foie à partir d'un donneur en mort cérébrale. Elle comporte deux interventions chirurgicales faites par deux équipes différentes :
- sur le donneur en état de mort encéphalique effectuant le prélèvement hépatique ;
- sur le receveur pour réaliser l'exérèse (ablation) du foie malade et l'implantation du greffon hépatique prélevé.

Une parfaite coordination entre ces deux équipes est nécessaire afin de réduire autant que possible le temps pendant lequel le greffon hépatique va être refroidi, privé de circulation sanguine. En général ce délai est de quelques heures (10 à 15 heures maximum).
Les deux interventions sont très délicates : le prélèvement chez le donneur doit être effectué dans les meilleures conditions chirurgicales et de conservation afin que ce greffon reprenne ses fonctions antérieures le mieux possible.
L'intervention chez le receveur est longue et difficile (entre 5 et 15 heures). Elle comprend deux étapes :
- l'exérèse du foie malade, ou hépatectomie, consiste à sectionner les attaches ligamentaires du foie, les vaisseaux sanguins venant au foie (artère hépatique et veine porte), ceux le quittant (veines hépatiques affluents de la veine cave inférieure) ainsi que la voie biliaire principale. La présence de troubles de la coagulation (insuffisance hépatique) et d'une hypertension portale (dilatation des veines autour du foie due à la cirrhose) augmente considérablement le risque hémorragique chez ces patients.

- L'implantation hépatique est délicate et consiste en la réalisation de 4 anastomoses (raccordement à l'aide de fil chirurgical) :
  - les veines hépatiques du greffon à la veine cave inférieure du receveur,
  - la veine porte du greffon à la veine porte du receveur,
  - l'artère hépatique du greffon à l'artère hépatique du receveur,
  - la voie biliaire principale du greffon à la voie biliaire principale du receveur.

Le prélèvement sur donneur vivant représente 6 % des greffes de foie aux États-Unis mais peut atteindre 90 % dans certains pays d'Asie. Les résultats sont meilleurs, en termes de survie, qu'avec un prélèvement cadavérique.

## Complications

### Complications liées à l'intervention et la pathologie causale
Les principales complications après transplantation hépatique sont :
- le non-fonctionnement primaire du greffon ;
- les complications vasculaires et surtout la thrombose de l'artère hépatique ;
- les complications biliaires : fistule biliaire, sténose de l'anastomose bilio-biliaire et cholangites sclérosantes d'origine ischémique (thrombose de l'artère hépatique), infectieuses ou immunitaires ;
- les complications infectieuses représentent la complication principale après transplantation

Ces infections peuvent être bactériennes (40 %), fongiques (10 %) ou virales essentiellement à cytomégalovirus.

### Rejets et complications liées au traitement immunosuppresseur
hypertension artérielle (ciclosporine, corticoïdes), diabète (corticoïdes, tacrolimus), insuffisance rénale (ciclosporine, tacrolimus). L'immunosuppression prolongée favorise le développement des cancers (syndromes lymphoprolifératifs en particulier).